# 퓨어메일
《퓨어메일》(일본어: ピュアメール, PureMail)은 2000년 8월 25일(CD판. DVD판은 2001년 12월 28일)에 오버플로우로부터 발매된 18금 연애 어드벤처 게임이다. 후일 2006년 5월에 발매된 《오버플로우 프리미엄 트릴로지 박스》에도 DVD판이 수록되어 있다.

## 게임 소개
오버플로우에서 라지 퐁퐁에 이어 두 번째로 발매한 게임으로 일부 유저들은 이 게임을 오버플로우의 처녀작으로 오인하고 있을 만큼 이 게임의 존재감은 깊다. 상당히 인상깊은 게임 스토리는 호평을 받았지만 게임 전개에 따라 귀축물에서나 보일만한 몇몇 엔딩은 논란이 되기도 하였다. 후일 18금 OVA 애니메이션으로도 제작되었다.

## 스토리
주인공 오가타 케이는 타인과 엮이는 것은 필요 없다고 자기자신에게 벽을 만들며 사는 나날을 보내고 있다. 한편으로 그는 A.W라는 ID로 EVE라는 ID의 여성과 매일 채팅을 하고 있었다. A.W라는 가면하에 EVE에게 존경을 받고 있던 그에게 어느날 우연히 EVE가 클래스메이트인 나가와 미도리라는 사실을 알게 되면서 자신의 마음에 작은 동요가 일어나기 시작한다.

## 등장인물
오가타 케이(緒方圭)
성우:타키타와 다이스케(애니메이션판만)
이 게임의 주인공. 다소 내향적인 성격으로 컴퓨터 실력은 매우 뛰어난 편. 여동생이 한명 있으며 현재의 부모와는 친부모 사이는 아니다. 과거 친부모에게서 학대를 받은 경험을 가지고 있기도 하다.
나가와 미도리(奈川碧)
성우:다이나마이트♥아미
이 게임의 메인 히로인. 과거 아역배우를 했던 경험이 있으며 주인공과는 같은 반으로 서로 얼굴은 아는 정도의 사이이다.
사와나가 미키(澤永美紀)
성우:코지마 치아키
이 게임의 메인 히로인2. 학교에선 여자 농구부 소속. 주인공에 대하여 이전부터 연심을 품고 있었다. 참고로 남동생이 한명 있으며 후일 School Days에 등장하는 사와나가 다이스케가 바로 그 남동생이다.
유우키 료카(結城綾華)
성우:사이토 요시코
케이가 소속된 반의 위원장. 부잣집 따님으로 도도한 성격이지만 그렇다고 그렇게 나쁜 성격은 아니다. 참고로 미키와는 사이가 안 좋다.
오가타 아이(緒方藍)
성우:네네
케이의 여동생으로 케이가 나중에 오카타가로 들어온 탓에 케이와 피가 이어져 있지는 않다. 케이와는 대조적으로 입이 시끄러운 편이며 오빠를 매우 좋아해서 케이에게 걸려온 미키의 전화를 거짓 용무로 끊어버린다든지 루트에 따라 케이 몰래 자신이 A.W인척하고 EVE와 채팅을 한다든지 하는 경우도 있다. 엔딩은 2패턴
아오바 에리(青葉衣里)
성우:모리모토 레오나
아이의 친구. 성적은 좋은 편. 그녀의 오빠 아오바 히데키(青葉 ヒデキ)가 거리에서 유명한 불량배인 까닭에 자신도 불량하다는 편견을 지우려 하기 위해 역으로 공부를 열심히 하였다. 또한, 오빠때문에 불량배들이 그녀를 한눈에 알아보지만 본인은 그렇게 좋게 생각하지 않는다. 엔딩은 1패턴.
마도 유미(真東悠美)
성우:카스가 안
케이의 선배로 생도회위원으로서 학교내 컴퓨터실의 관리를 맡고 있다. 성적은 우수한 편이며 안경을 쓰고 있다. 엔딩은 1패턴.
세키하다 린(関端りん)
성우:이와이즈미 마이
케이의 담임선생님의 딸. 린의 공략루트의 경우 최저한 게임을 3번 이상 하지 않으면 루트에 들어갈 수조차 없으며, 이 루트에 들어가는 것도 굉장히 어렵다. 엔딩은 2패턴.

## 게임 정보

### 스탭
- 감독·시나리오감수 : 메이저즈 누마키치
- 캐릭터디자인·원화 : 니시다(西E田)
- 배경원화 : 오오시로 시게키, 카와세미 하루카
- 음악 : ZEL

### 주제가
- 오프닝 테마：
「OPEN THE MIND」
노래:시즈키 아미 작사:TEN 작곡:ZEL
- 엔딩 테마：
「Angelic Feather」
노래:시즈키 아미 작사:TEN 작곡:ZEL

## 관련 상품

### 관련서적
- 무크
- 소설

### OVA 애니메이션
그린바니에서 18금 OVA 애니메이션으로 제작하여 DVD 매체로 출시하였다. 전2권.
대한민국에는 「큐허브」가 수입하여 2010년 「퓨어메일 1화- 비틀린 마음」, 「퓨어메일 2화-Revert to mine」 제목으로 파일 공유 사이트에 저작권 보호 요청을 한 바 있다. 큐허브는 경기도 고양시 일산동구에 위치한 에로 영화를 주로 제작 및 배급하는 업체이다(개인사업자, 이미영 대표).
그러나 정식 출시되지는 않았다.
- - 제1화 「Twisted mind」 2001년 9월 25일 발매
  - 제2화 「Revert to mine」 2001년 12월 21일 발매

### DVD-PG
- 퓨어메일 DVDPG
- 통상판·저가판 모두 아이체리로부터 발매.
  - 통상판 : 2003년 6월 12일 발매.
  - 저가판 : 2005년 6월 24일 발매.

## 같이 보기
- 오버플로우 (브랜드)
- 스쿨데이즈